# Parque estatal del Lago Utah
El Parque Estatal Lago Utah (en inglés: Utah Lake State Park) es el nombre que recibe un área protegida con el estatus de parque estatal en el estado de Utah, al oeste de los Estados Unidos. Contiene parte del Lago Utah, el mayor lago de agua dulce en el estado.
En el lugar está permitido realizar diversas actividades incluyendo hacer reservas para campamentos, viajes en bote, etc.
Cada lugar para camping incluye agua corriente y electricidad (30 amperios). Los campistas deben traer su propia leña y carbón vegetal, ya que cada sitio también está equipado con un pozo de fuego y una parrilla de barbacoa. En cada uno también se proporcionan una mesa y toldos. Los baños están limpios, pero existen insectos nativos como arañas y mosquitos.